# 薛仁贵寒窑
薛仁贵寒窑位于中国山西省永济市城区街道修村村东，传为唐代名将薛仁贵与其妻柳英环居住过的土窑洞。寒窑南侧窑洞名“白袍洞”，修于乾隆六年（1741年），对联“三箭定天山，将军威名千秋重；一戟安社稷，英雄气概万古传”，洞中塑薛仁贵夫妇像。

## 保护
2004年11月15日，薛仁贵寒窑公布为第一批运城市文物保护单位，古建筑类。	